# Phaonia pallidula
Phaonia pallidula är en tvåvingeart som beskrevs av Daniel William Coquillett 1902. Phaonia pallidula ingår i släktet Phaonia och familjen husflugor. Inga underarter finns listade i Catalogue of Life.